# Бюсьер-Бадиль
Бюсье́р-Бади́ль (фр. Bussière-Badil) — коммуна во Франции, находится в регионе Аквитания. Департамент — Дордонь. Входит в состав кантона Ле-Перигор-вер-нонтронне. Округ коммуны — Нонтрон.
Код INSEE коммуны — 24071.

## География

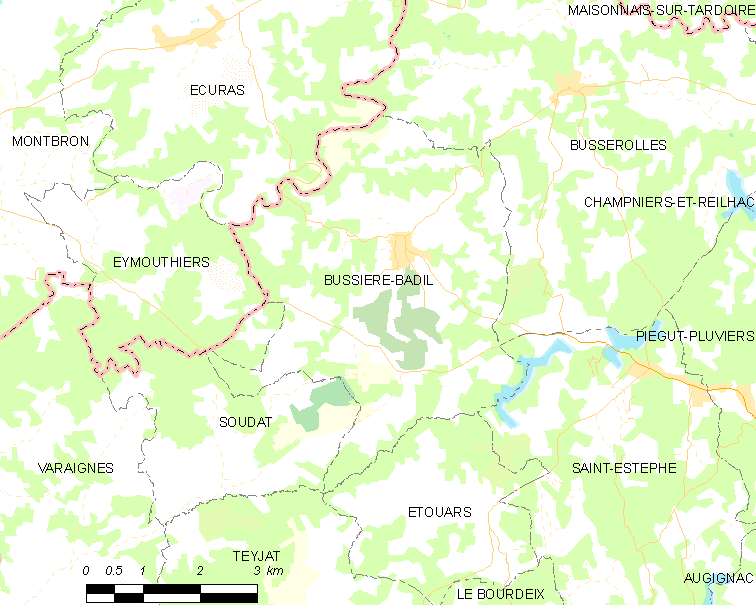
Карта коммуны

Коммуна расположена приблизительно в 380 км к югу от Парижа, в 130 км северо-восточнее Бордо, в 55 км к северу от Перигё.
На севере коммуны протекают реки Тардуар и Триё.

### Климат
Климат умеренный океанический со средним уровнем осадков, которые выпадают преимущественно зимой. Лето здесь долгое и тёплое, однако также довольно влажное, здесь не бывает регулярных периодов летней засухи. Средняя температура января — 5 °C, июля — 18 °C. Изредка вследствие стечения неблагоприятных погодных условий может наблюдаться непродолжительная засуха или случаются поздние заморозки. Климат меняется очень часто, как в течение сезона, так и год от года.

## Население
Население коммуны на 2010 год составляло 466 человек.
| 1962 | 1968 | 1975 | 1982 | 1990 | 1999 | 2010 |
| ---- | ---- | ---- | ---- | ---- | ---- | ---- |
| 645  | 584  | 595  | 540  | 530  | 523  | 466  |

## Администрация
| Период | Период | Фамилия           | Партия                  | Примечания |
| ------ | ------ | ----------------- | ----------------------- | ---------- |
| 1983   | 2000   | Бернар Шамбра     | Социалистическая партия |            |
| 2000   | 2002   | Мартин Шабо       | MSE                     |            |
| 2002   | 2007   | Бернар Шамбра     | Социалистическая партия |            |
| 2007   | 2014   | Жан-Пьер Террефон | Разные левые            | рабочий    |
| 2014   | 2020   | Жан-Жак Лаваллад  |                         |            |

## Экономика
В 2010 году среди 267 человек трудоспособного возраста (15-64 лет) 160 были экономически активными, 107 — неактивными (показатель активности — 59,9 %, в 1999 году было 63,6 %). Из 160 активных жителей работали 146 человек (89 мужчин и 57 женщин), безработных было 14 (5 мужчин и 9 женщин). Среди 107 неактивных 19 человек были учениками или студентами, 57 — пенсионерами, 31 были неактивными по другим причинам.

## Достопримечательности
- Церковь Рождества Пресвятой Богородицы[фр.] (XII век). Исторический памятник с 1862 года[5]

## Фотогалерея

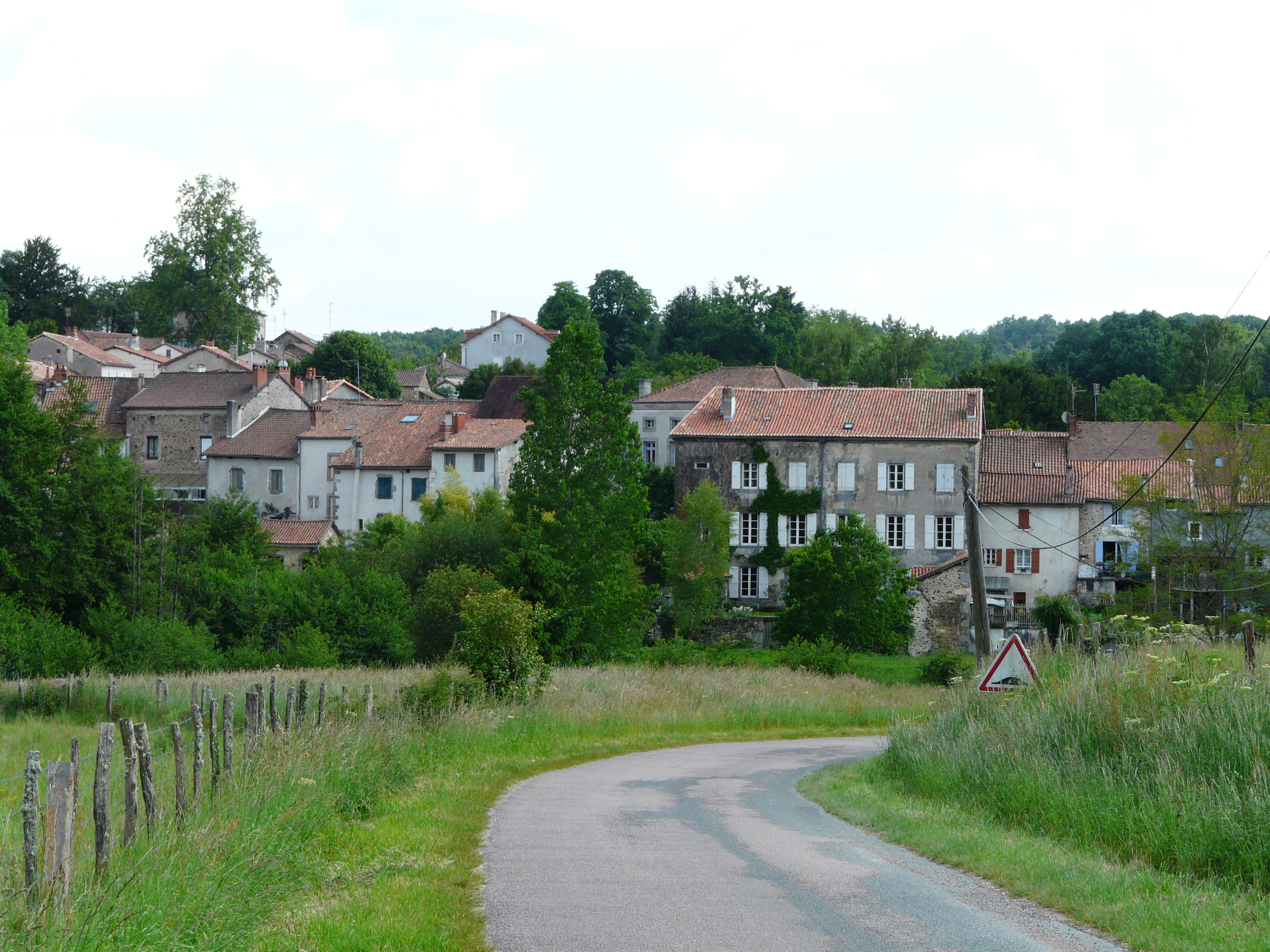
Бюсьер-Бадиль
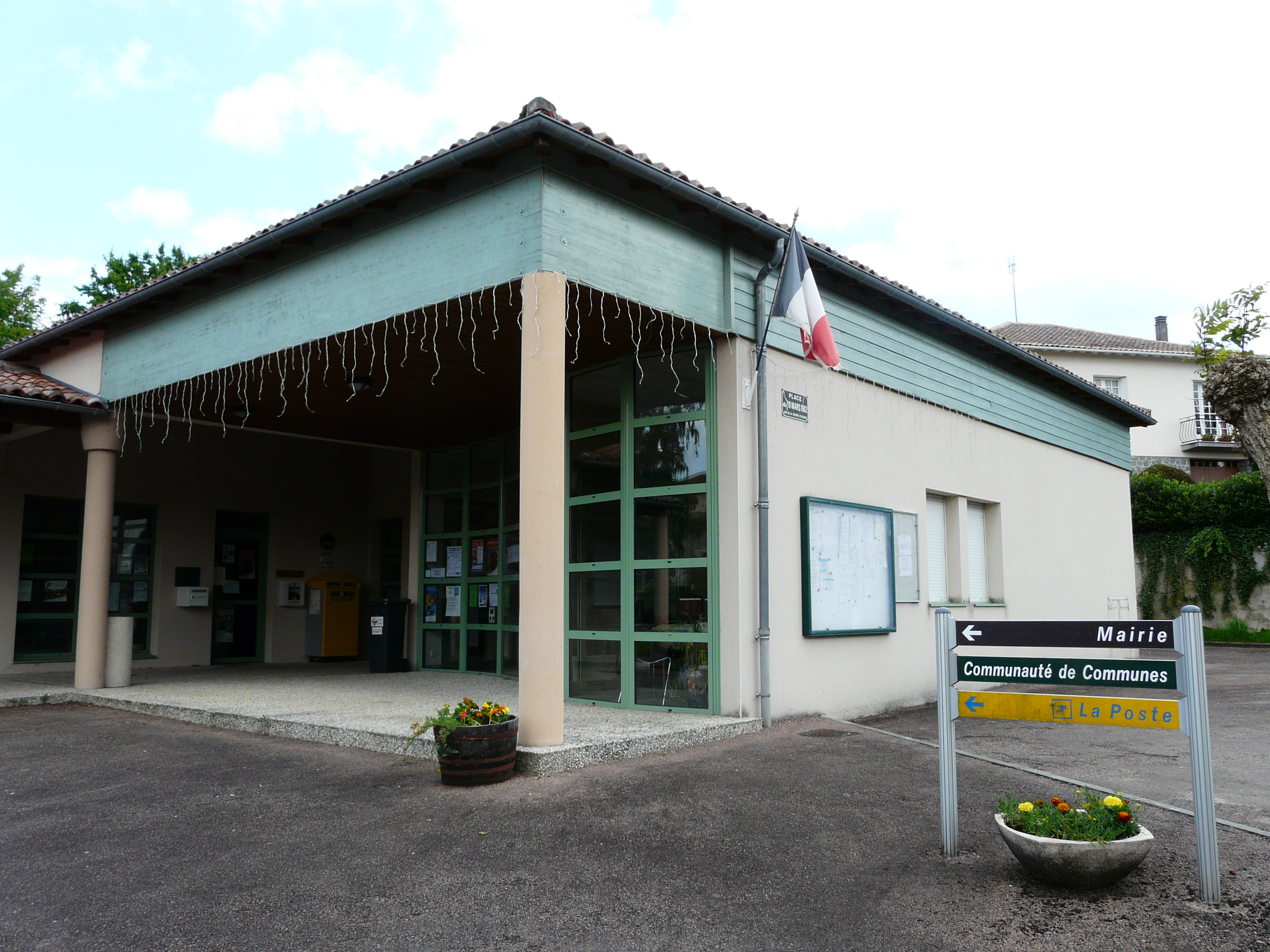
Мэрия
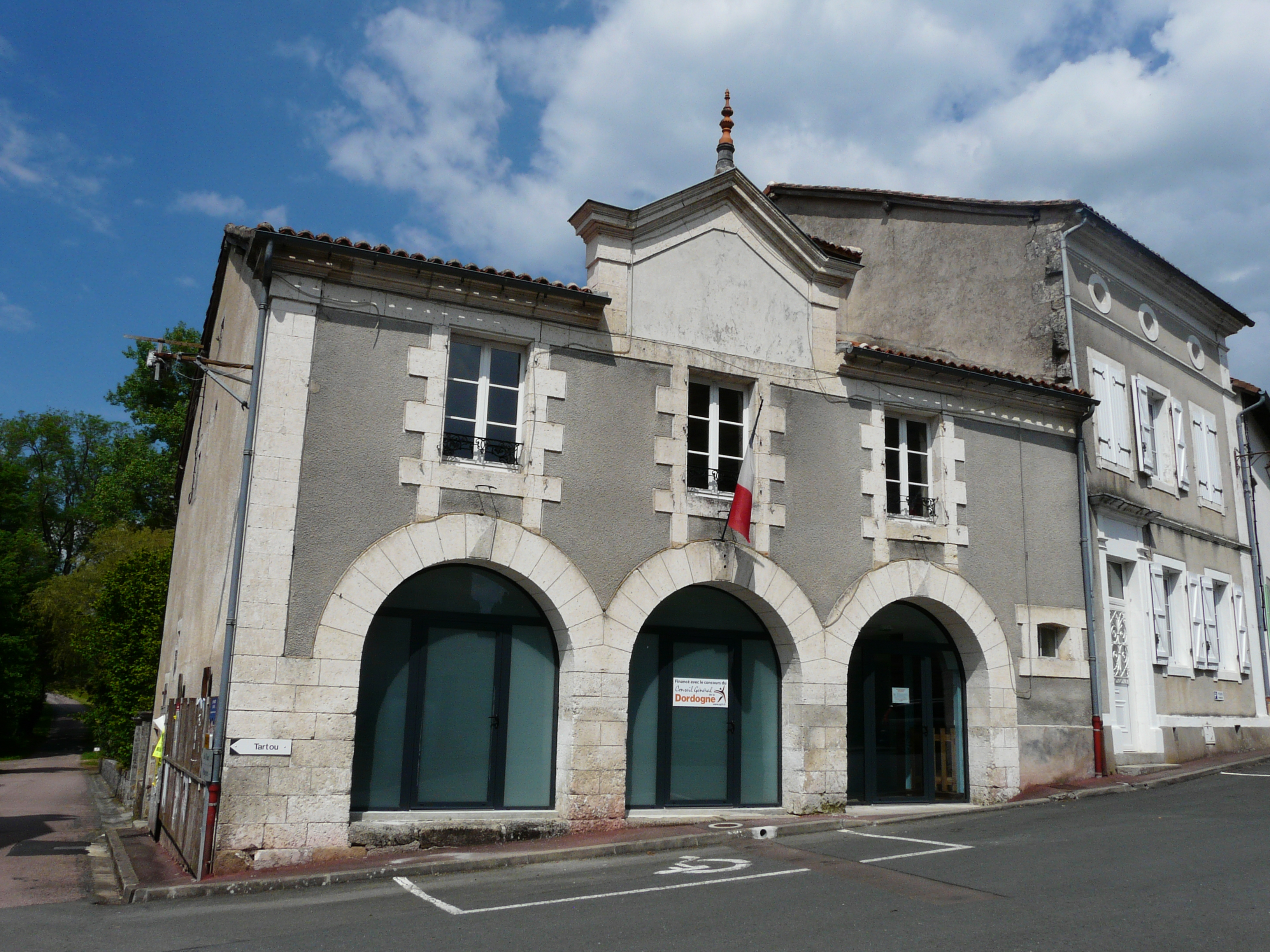
Бывшая мэрия
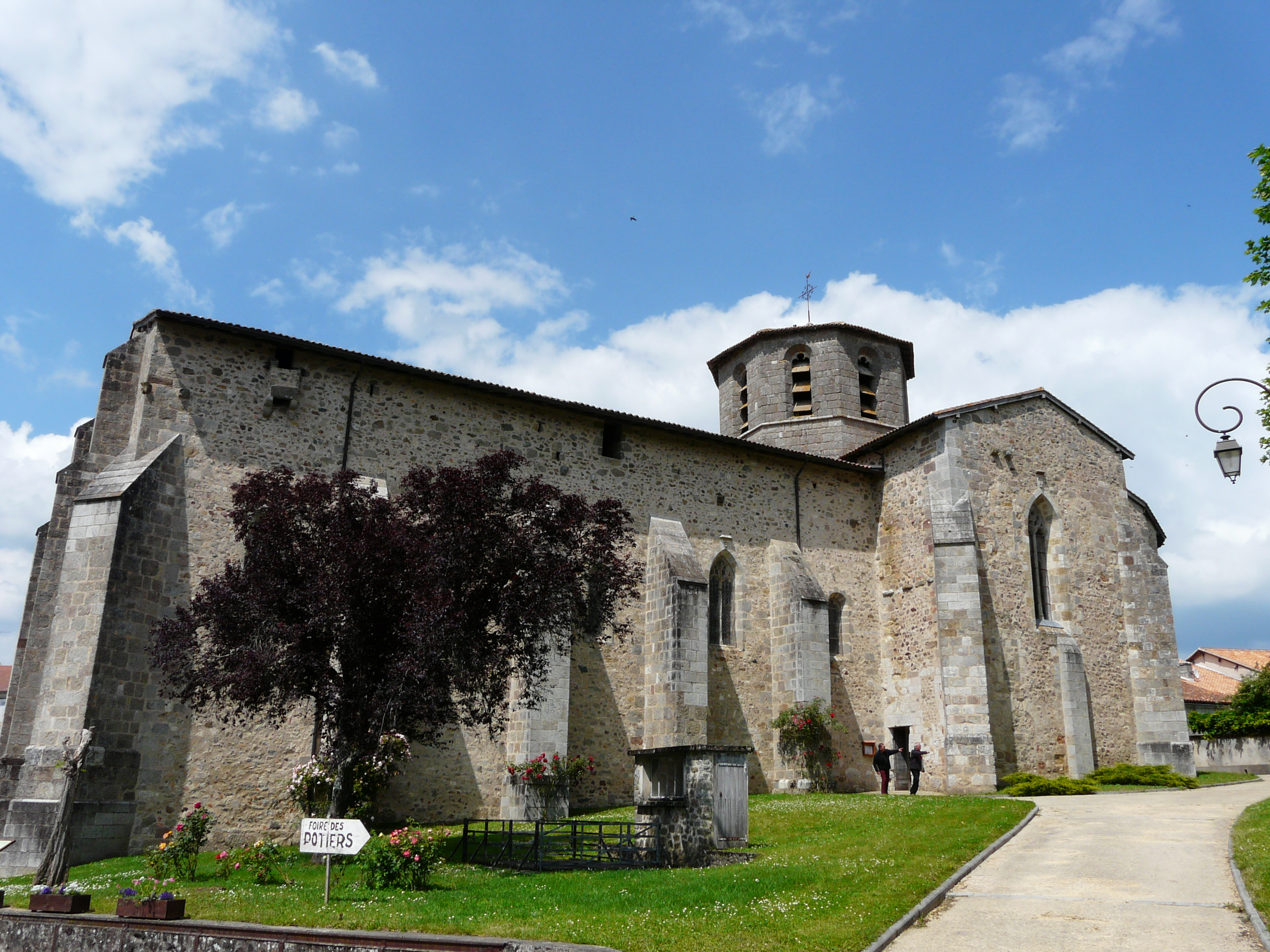
Церковь Рождества Пресвятой Богородицы
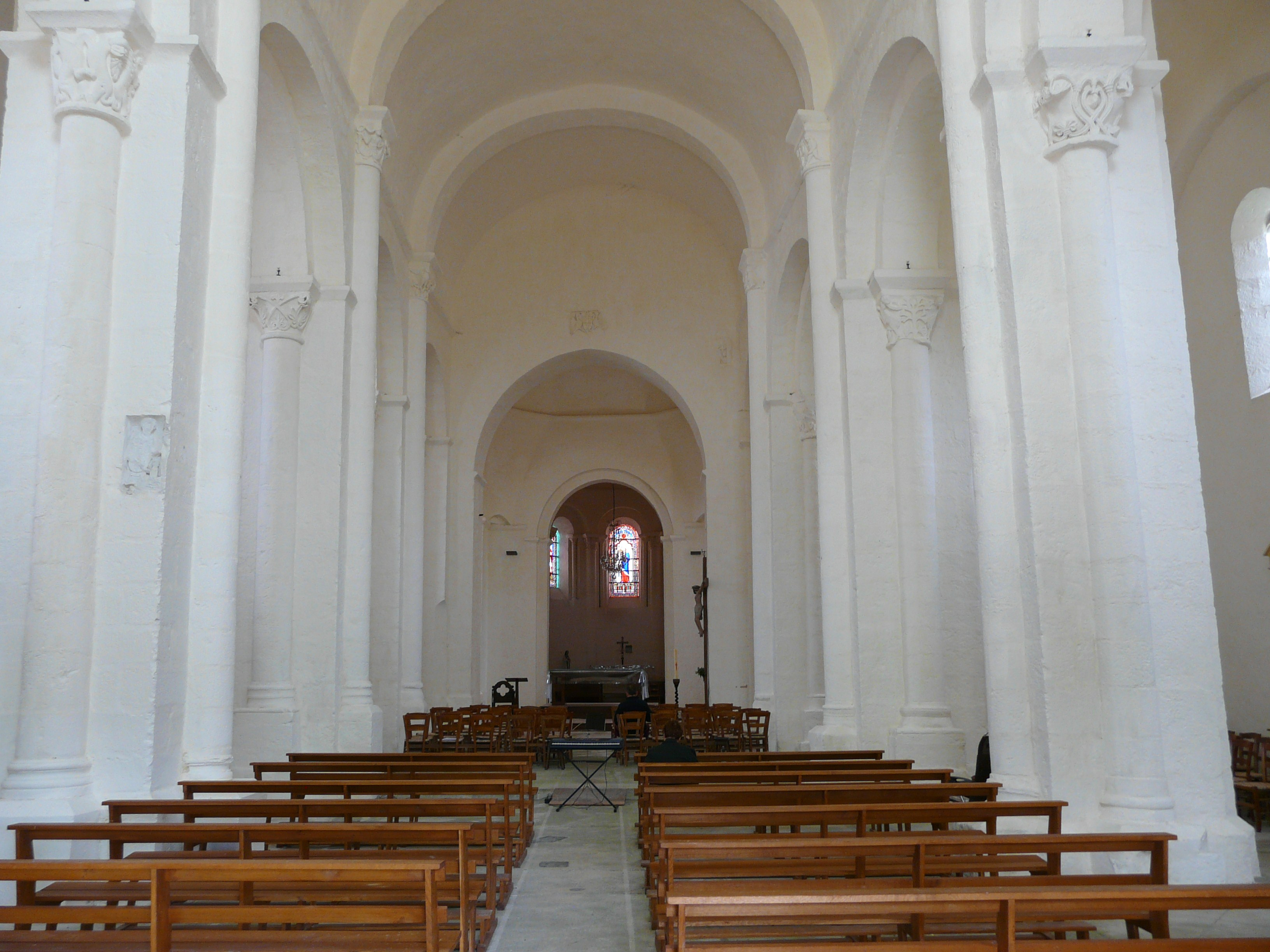
Интерьер церкви Рождества Пресвятой Богородицы
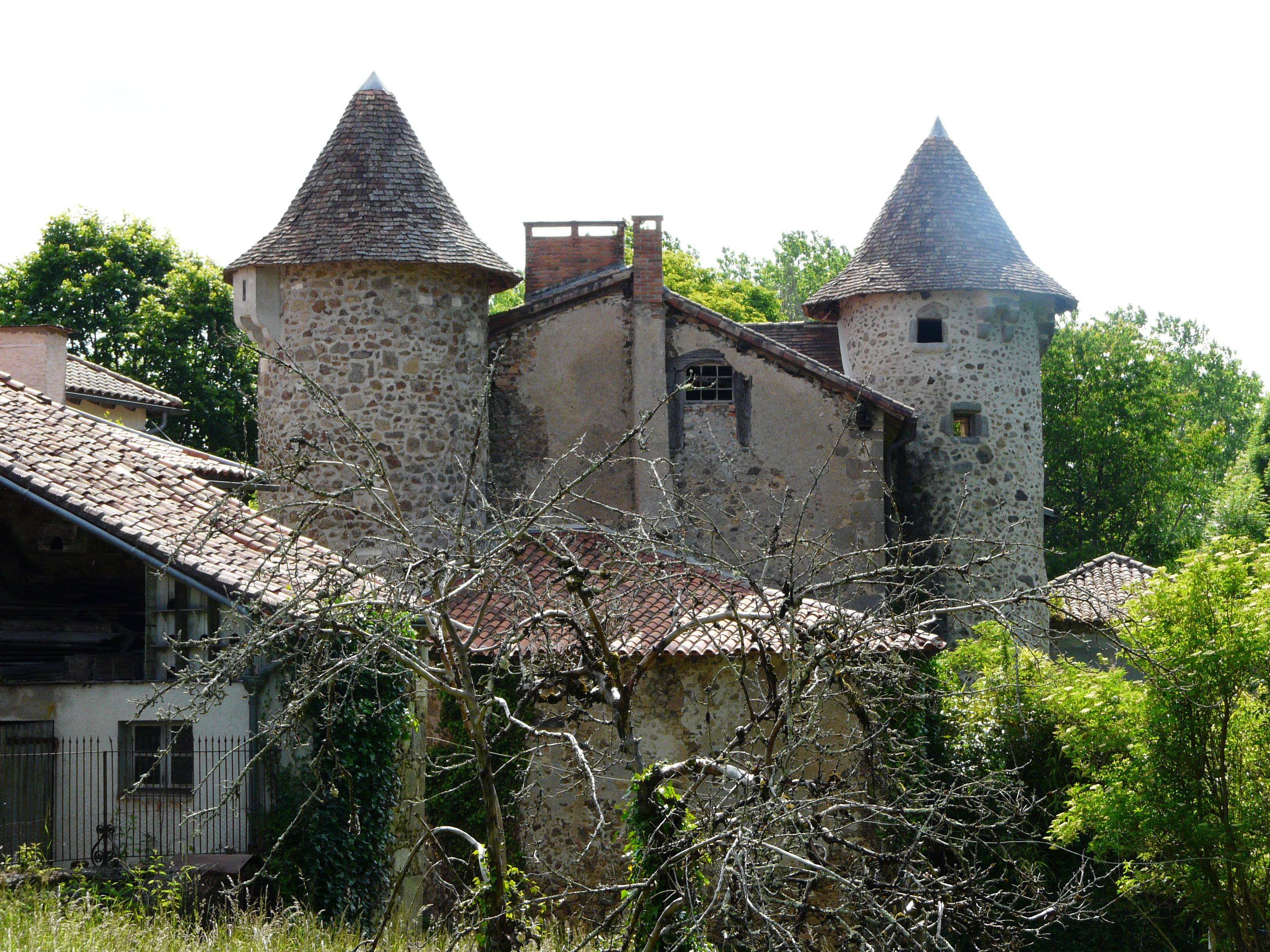
Замок
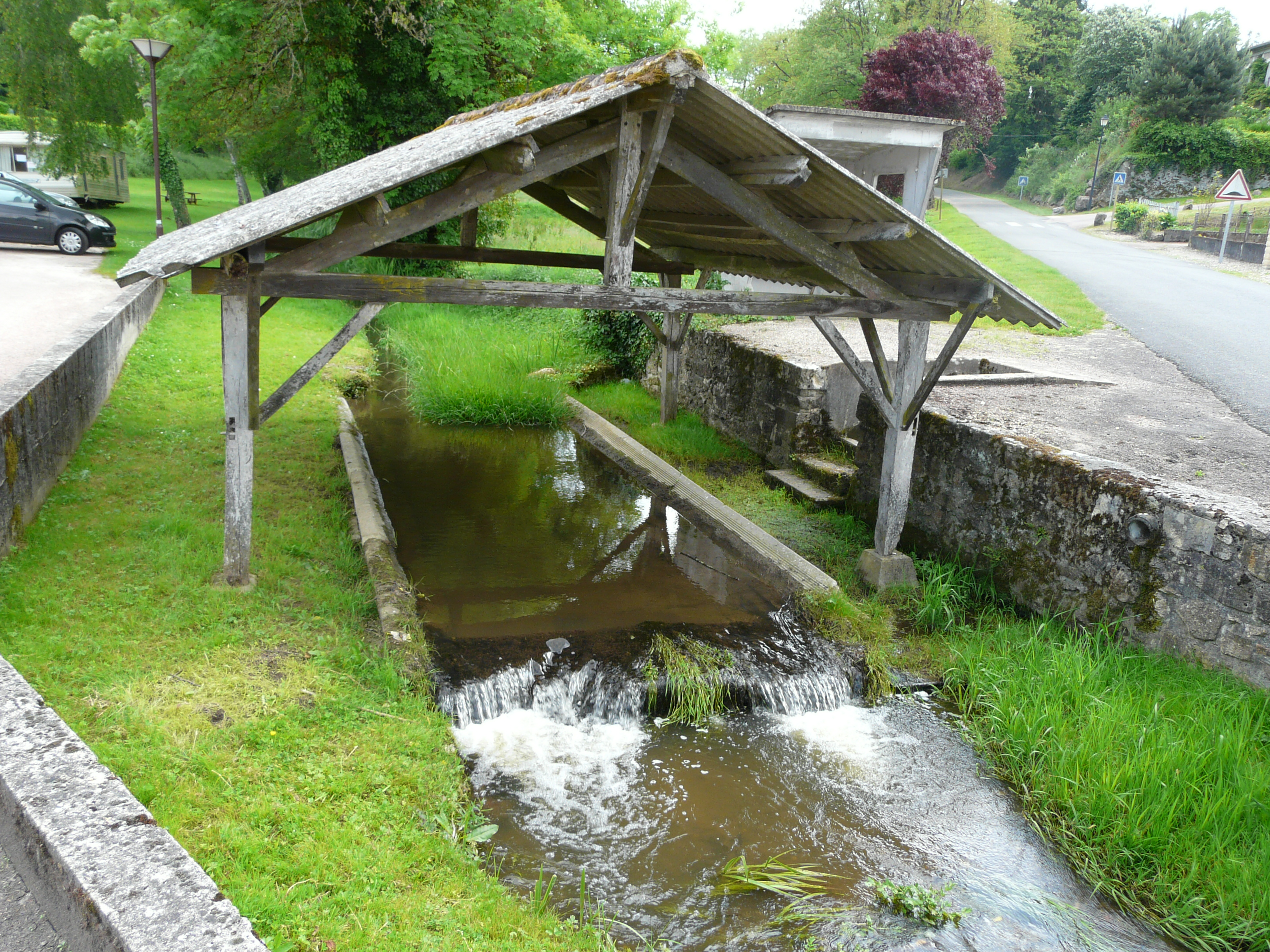
Общественная прачечная
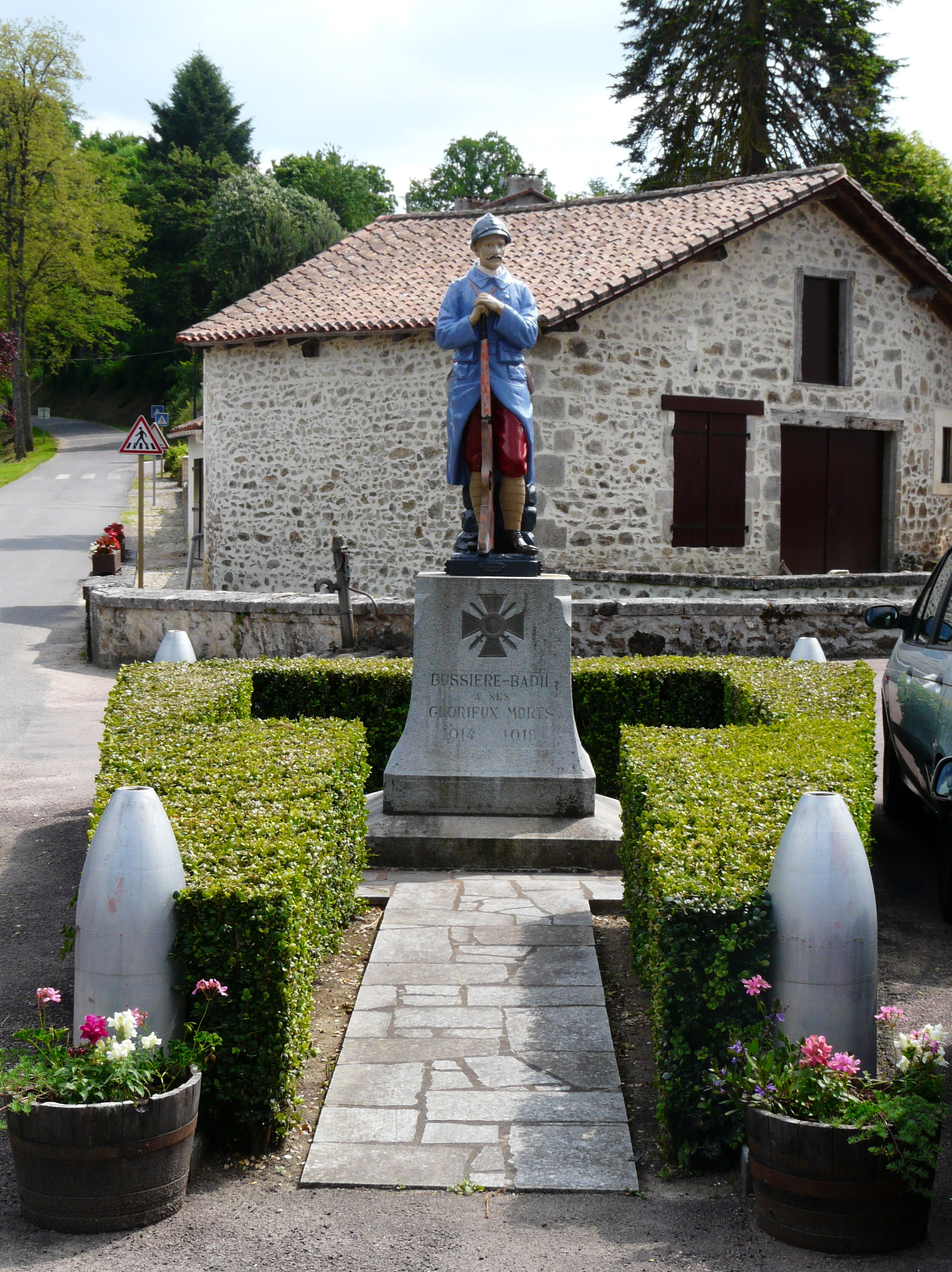
Военный мемориал
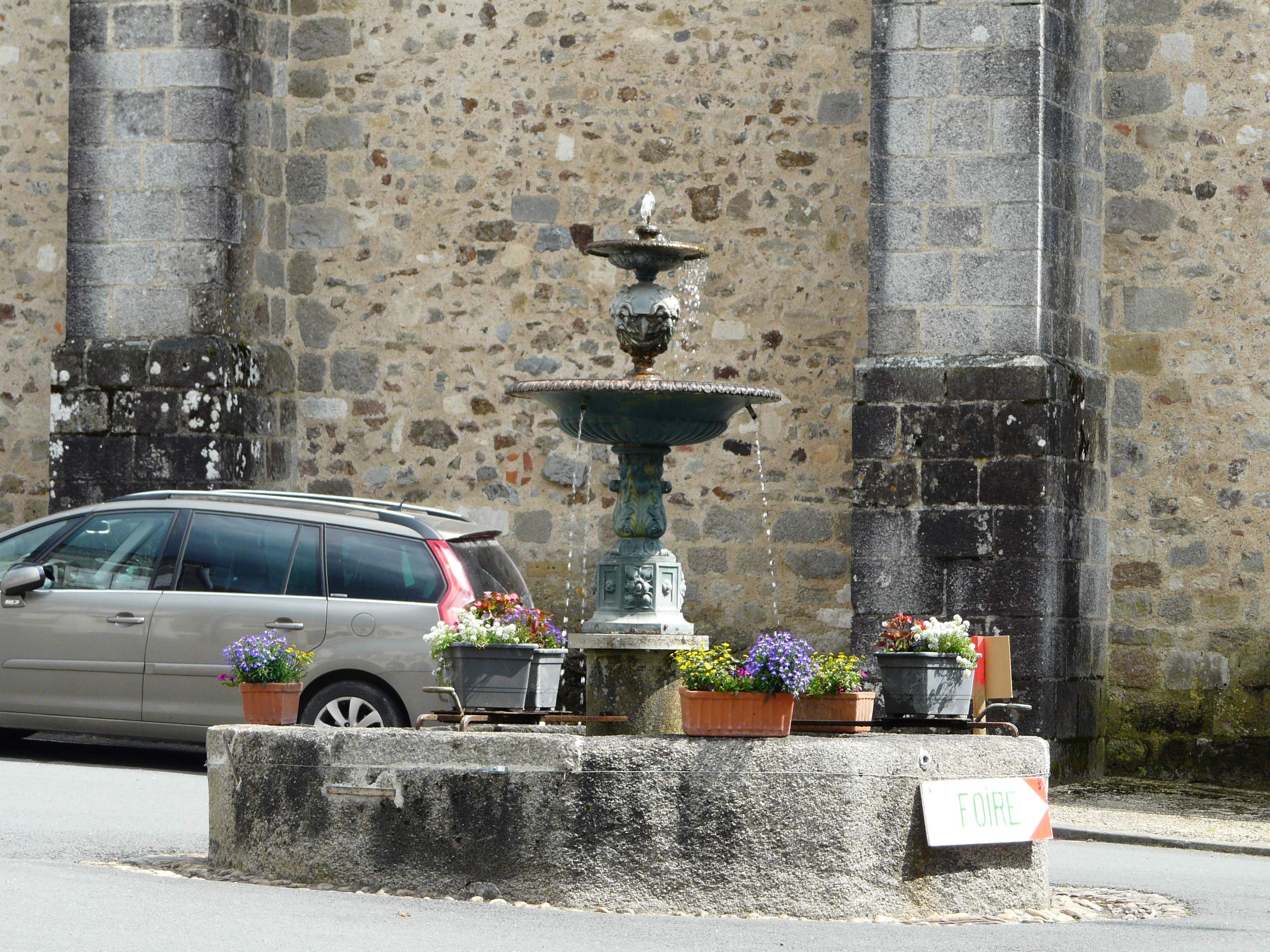
Фонтан
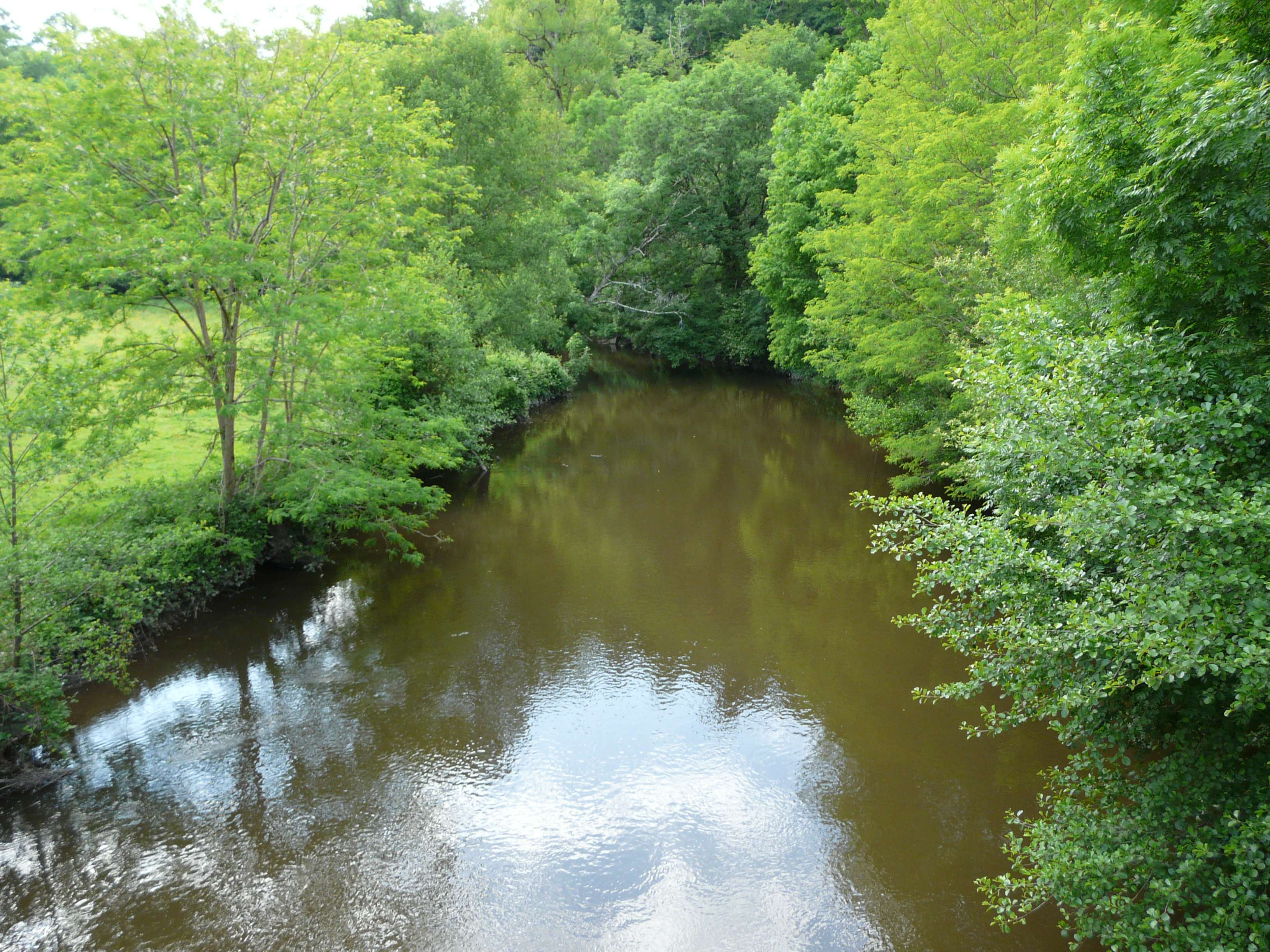
Река Тардуар